# البيئة في فلوريدا

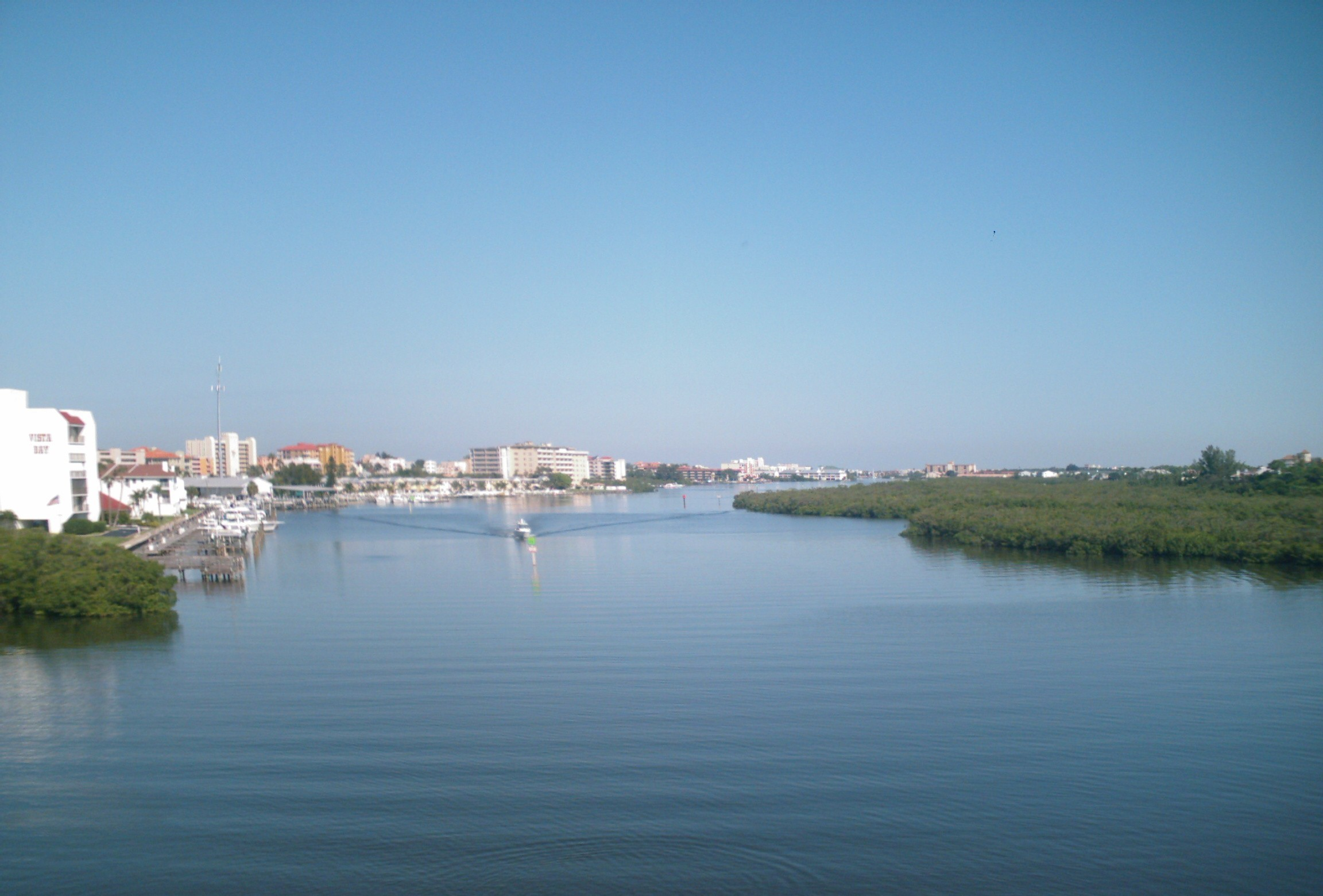

تُعتبر البيئة في فلوريدا رائعة بسبب مناخها وتنوع مناطقها البيئية. وذلك من المنطقة الشمالية الغربية إلى إيفرجلادز، إذ تشكل الاختلافات في الهيدرولوجيا والمناخ وشكل الأرض وأنواع التربة والنباتات والحيوانات شكلًا لكل منطقة بيئية، ما يخلق منظرًا طبيعيًا مُركّبًا وفريدًا اعتُرف به على أنه نقطة ساخنة للتنوع البيولوجي العالمي.
يوجد اعتقاد خاطئ مرتبط في كثير من الأحيان بمناظر فلوريدا، وهو أن التغيرات في كثافة النباتات وتنوعها تبدو فوضوية أو عشوائية، ولكن أبحاث يوجين أودوم تنص على: «.. أظهرت عادات النباتات على المدى الطويل استمرارية ملحوظة».
تسبب إدخال أنواع مختلفة في حدوث تطورات نمائية معينة -نمت بعض النباتات بسرعة أكبر وبأعداد أكبر، بينما تمكنت أنواع أخرى من البقاء على قيد الحياة لفترة أطول- من أجل الحفاظ على نفسها في بيئة كثيفة.

## البيئة اللاأحيائية

### مُناخيات
تختلف المُناخيات في ولاية فلوريدا من منطقة إلى أخرى نتيجةً لقربها من خط الاستواء، إذ يكون المناخ رطبًا شبه استوائي من وسط فلوريدا إلى حدود جورجيا، بينما يسود في جنوب فلوريدا مناخ استوائي.
تتميز الفترة الممتدة من نهاية الربيع حتى منتصف الخريف، بموسم غزير الأمطار، وتخضع فلوريدا للأعاصير الاستوائية والعواصف الرعدية والعواصف المدارية الدوامية. ويسيطر الجفاف بشكل كبير في فصلي الشتاء والربيع، ما يؤدي إلى حدوث حرائق الغابات، وإلى سن القوانين الصارمة التي تخص حظر إشعال النار.
على الرغم من كونه غير مألوف للغاية، ولكن سُجل تساقط للثلوج في شمال فلوريدا، ما أتلف بساتين البرتقال نتيجًة للتجمدات القارصة.

### المياه
تُعتبر ولاية فلوريدا شبه جزيرة محاطة بمسطحين مائيين رئيسين من ثلاث جهات، هما خليج المكسيك والمحيط الأطلسي. نظرًا لتمركز المياه في وسط فلوريدا، ولأن منسوب الأرض فيها منخفض جدًا بالنسبة لمستوى سطح البحر، فهي تتألف من الأهوار والمستنقعات والبحيرات والينابيع والأنهار.
يُعد نهر سانت جونز أكبر نهر في فلوريدا، وبحيرة أوكي تشوبي التي تتدفق إلى فلوريدا إيفرجلادز أكبر بحيراتها.

## البيئة الحيوية

### الحيوانات
كانت فلوريدا ذات يوم موطنًا لمجموعة متنوعة جدًا من الحيوانات البرية، إذ اشتهرت بانتشار الوشق الأحمر فيها، ولكن استصلاح الأراضي والأهوَار المستنزفة وإزالة الغابات دفعه للتوجه نحو المناطق الشمالية. يوجد أيضًا في فلوريدا العديد من الأنواع -مثل المدرع والأبسوم والثعالب والطيور مثل عقاب الرخماء والعقاب النساري- التي أُجبرت أيضًا على الخروج من بيئاتها الطبيعية إلى مناطق أكثر حضرية، ما رفع نسبة حوادث الطرق أثناء هجرة هذه الحيوانات.
تعمل مؤسسة الحياة البرية في فلوريدا على كسب تعاون العامة من أجل حماية جميع أنواع الحياة البرية على اليابسة وفي الهواء والمياه وحفظها.

### بيئة الغابات
نظرًا لأن ولاية فلوريدا تمتلك مجموعة واسعة من الظروف المناخية، فهناك العديد من أنواع النظم البيئية للغابات، بما في ذلك:
أخشاب المرتفعات الصلبة، غالبًا ما توجد هذه النظم البيئية في الرُقع المرتفعة، مُحاطًةً بالأخشاب المسطحة والتلال. تفضل العديد من أنواع الأشجار هذه الأنواع من النظم البيئية، ما يفسر عدم وجود نوع واحد مسيطر. تقع العديد من متنزهات ولاية فلوريدا في هذه الأنواع من النظم البيئية.
أخشاب المنخفضات الصلبة، توجد هذه النظم البيئية في مناطق منخفضة للغاية، وهي مناطق رطبة تقع بالقرب من البحيرات والأنهار والمجاري، ما يعّرضها للفيضانات. تدفع هذه البيئة نمو الأشجار النفضية التي تنمو في طبقات مع الشجيرات والنباتات العشبية الخاضعة للتغير المستمر. 
التلال الرملية، وهي نظم بيئية جافة جدًا ذات تربة رملية، لذلك يندر حدوث الفيضانات فيها. غالبًا ما تغير الحرائق المنظر الطبيعي بسبب هذا النوع من المناخ، إذ يسيطر عليه الأعشاب وأشجار بلا شجيرات.
الحَرَجة، وهي نظم بيئية فقيرة بالمواد الغذائية بسبب تربتها الرملية الناجمة عن الحرائق المتكررة. تتكون الحَرَجة في معظم الأحيان من أراضٍ صنوبرية وأشجار البلوط والحرجية والبالميتو المتنوعة. تسمى هذه النباتات بالجفافيات؛ لأنها تنمو بشكل جيد في المناخات الجافة ولامتلاكها جذورًا قريبة من السطح تمكّنها من التقاط القليل من العناصر الغذائية.
الأخشاب المسطحة، تُعد أخشاب الصنوبر المسطحة أراضٍ ملية منخفضة للغاية ومنبسطة، تتعرض للحرائق في بعض أوقات السنة، ولكن تغمرها المياه أيضًا لعدة أشهر نتيجةً لهطول الأمطار الموسمية. تُساهم الإبر الصنوبرية في تشكيل تربة غنية بالمواد الغذائية، لذا غالبًا ما يكون نمو النباتات سريعًا فيها، ما يسمح للمزارعين بإطعام مواشيهم.
الأراجيح الاستوائية، تشمل الأراجيح الاستوائية العديد من الأشجار عريضة الأوراق دائمة الخضرة. يقتصر وجود هذه الغابات على جنوب فلوريدا بسبب التجمدات القارصة الموجود في الشمال. تُستخدم هذه المناطق غالبًا لإنماء الأراضي بسبب تربتها جيدة التصريف.

### المياه
تُعد المياه من الموارد الهامة ذات القيمة العالية، إذ تُستخدم في الزراعة وتوفير الكهرباء والسباكة والتنظيف والشرب والاستحمام وأشياء أخرى كثيرة، ولكن يطرح هذه الأمر مشاكل للبيئة الطبيعية، إذ تُستنزف المسطحات المائية، مثل البحيرات والبرك لإنشاء المنازل وغيرها من المرافق. تمكِن إعادة توجيه المياه أيضًا حتى تتمكن بعض المناطق التي تُنشئ أعمالًا تجارية جديدة أو التي تضم عددًا كبيرًا من الأشخاص الذين ينتقلون إليها، من الحصول على مياه نقية عذبة مباشرةً بدلًا من الاضطرار لاستيراد المياه من مناطق أخرى أو شرائها بكميات كبيرة بهدف تخزينها من أجل الاستخدام الشخصي أو التجاري.
تعتمد العديد من الأنواع الحيوانية في البيئة الطبيعية على التدفق المنتظم للمياه، وكذلك المسطحات المائية المحددة من أجل بقائها. يؤدي استنزاف البحيرات الصغيرة والبرك ومجاري الأنهار إلى التخلص من المواطن التي تعتمد على أنواع مختلف من الأسماك والتماسيح والحشرات وغيرها من الحيوانات من أجل بقائها. وبالمثل، تشكّل إعادة توجيه المياه تهديدًا كبيرًا للأنواع الأصلية، كما تفعل بالنسبة لنا نحن البشر. عند إعادة توجيه المياه، يتوقف التدفق الأصلي، ويحد من كمية المياه التي يمكن الحصول عليها في مناطق أخرى.

### تلوث المياه
يسبب جريان مبيدات الآفات والأسمدة والمواد الكيميائية -الناتجة عن الزراعة والمصانع والمنازل والاستخدامات التجارية والصناعية- اختلالات في النظم البيئية. يمكن أن تتلوث إمدادات المياه بسبب الجريان الكيميائي السام والمنتجات الثانوية الناتجة عن تحلل المواد والأطعمة. والأهم من ذلك أن هذه المواد الكيميائية مثل الزئبق، تلحِق ضررًا لصائدي الأسماك وتسبب مشاكل مثل العقم والطفرات وفي بعض الأحيان موت الأسماك.
تصرف المجتمعات الفلاحية والزراعية الكبيرة والمناطق الحضرية الملوثات بشكل مباشر إلى إمدادات المياه التي يمكن أن تتدفق عبر البيئات الطبيعية. تتأثر أيضًا النباتات المائية عندما تدخل إليها مبيدات الآفات والأسمدة.
تحتوي الأسمدة في الغالب على الفوسفور الذي يمكن أن يؤدي إلى زيادة نمو بعض النباتات وأوراقها المحمولة مع المياه. يمكن أن يؤدي هذا النمو السريع بشكل غير طبيعي إلى تضاؤل أعداد أخرى من النباتات التي تنقلها المياه بسبب التنافس على المكان.

### تغير المناخ
يشهد ساحل فلوريدا بالفعل آثار الاحتباس الحراري، إذ يمكن أن تغير هذه الآثار شكل ساحل فلوريدا ومظهره إلى الأبد. «في الواقع، لاحظ العلماء بالفعل تغييرات في ولاية فلوريدا تتفق مع الآثار المبكرة للاحتباس الحراري: تراجع وتآكل السواحل وفقدان الشعب المرجانية وتوغل المياه المالحة في طبقات المياه الجوفية ضمن مستودعات المياه العذبة الداخلية وارتفاع في معدل حرائق الغابات وارتفاع درجات حرارة الهواء وسطح البحر».